# 반마방진
반마방진(反魔方陣, 영어: antimagic square)은 n2개의 수를 가로, 세로, 대각선 방향의 수를 더하면 모두 다른 값이 나오도록 n × n 행렬에 배열한 것이다. 4차 이상의 반마방진이 존재한다.

## 예시

### 4차
| 2  | 15 | 5  | 13 |
| 16 | 3  | 7  | 12 |
| 9  | 8  | 14 | 1  |
| 6  | 4  | 11 | 10 |

| 1  | 13 | 3  | 12 |
| 15 | 9  | 4  | 10 |
| 7  | 2  | 16 | 8  |
| 14 | 6  | 11 | 5  |

이 두 4차 반마방진에서 29–38까지 연속적인 10개의 자연수가 가로 세로 대각선의 합이 된다. 오른쪽 반마방진에서 각 가로줄, 세로줄, 대각선에 있는 수들의 합이 59에서 70이 된다.

## 같이 보기
- 마방진